# Анюков Олександр Геннадійович
Олекса́ндр Генна́дійович Анюко́в (нар. 28 вересня 1982, Куйбишев, РРФСР) — російський футболіст і тренер. Заслужений майстер спорту Росії (2008).
П'ятиразовий чемпіон Росії у складі «Зеніту», чотириразовий володар Суперкубка Росії, дворазовий володар Кубка Росії, володар Кубка УЄФА і Суперкубка УЄФА (2008). Бронзовий призер чемпіонату Європи 2008 року.

## Біографія

### Клубна кар'єра
Народився у Куйбишеві (нині — Самара). Футболом почав займатися слідом за старшим братом Олексієм, що виступав свого часу за такі клуби, як «Лада-СОК» та «Юніт». Футбольну секцію Олександр почав відвідувати у віці шести років, був чемпіоном дитячої футбольної ліги 1994 та 1995 років.

Сезон 2000 року розпочав у складі команди «Крила Рад-2» (Самара) і у першому ж сезоні провів на полі 18 ігор, відзначившись забитим м'ячем один раз. В той час виступав на позиції ліберо. Впевнена гра молодого захисника привернула увагу тренера першої команди Олександра Тарханова, що залучив футболіста до тренувань з першою командою. А 10 вересня 2000 року Анюков дебютував у складі «Крил Рад» у Сочі в кубковому матчі проти місцевої «Жемчужини» (1:0). У чемпіонаті Росії Олександр першу гру провів майже місяць потому — 14 жовтня 2000 року проти санкт-петербурзького «Зеніту».

Загалом у складі самарського клубу Анюков провів 71 гру і тричі відзначився у воротах суперників. Залишити «Крила Рад» він вирішив у 2005 році, коли клуб перебував у скрутному фінансовому положенні. Не допомогли ні вмовляння керівництва, ні навіть особисте звернення віцегубернатора. Маючи вигіднішу пропозицію від московського «Динамо», Анюков все ж обрав пітерський «Зеніт» для подальшого продовження кар'єри. Деякі вболівальники переход футболіста сприйняли як зраду.

У складі нового клубу Анюков зміг повною мірою розкритися як футболіст та завоювати велику кількість трофеїв, особливе місце серед яких безумовно займають Кубок УЄФА та Суперкубок Європи. Завдяки впевненій та стабільній грі, а також авторитету серед партнерів, Анюкова було обрано капітаном «Зеніту».

Головними ігровими якостями Олександра Анюкова можна назвати мобільність, непоступливість у єдиноборствах (попри доволі скромні, як для захисника, антропометричні дані), та водночас витончена гра в атакувальних діях.

### Виступи у збірній
Олександр Анюков постійно залучався до лав молодіжної збірної Росії, виступаючи ще у Самарі. Звідти ж його викликали й до національної команди країни. 25 травня 2005 року у матчі зі збірною Австрії (0:0) Олександр вперше вдягнув біло-червону футболку. З того часу його виклик до збірної Росії ніколи не підлягав сумніву. Взяв участь у трьох Чемпіонатах Європи — у 2004 році на полях Португалії, 2008 року у Австрії та Швейцарії та 2012 року у Україні та Польщі. На Євро-2008 провів усі п'ять матчів у складі своєї команди, відзначившись двома результативними передачами.

## Досягнення
Клубні трофеї
- П'ятиразовий Чемпіон Росії (2007, 2010, 2012, 2015, 2019)
- Дворазовий Віцечемпіон Росії (2013, 2014)
- Триразовий бронзовий призер чемпіонату Росії 2009, 2015–16), 2017)
- Дворазовий володар Кубка Росії (2010, 2016)
- Чотириразовий володар Суперкубка Росії (2008, 2011, 2015, 2016)
- Володар Кубка УЄФА (2008)
- Володар Суперкубка УЄФА (2008)

Досягнення у збірній
- Бронзовий призер чемпіонату Європи (2008)

Особисті здобутки
- Заслужений майстер спорту Росії (2008)[5]
- У списках «33 найкращих гравців чемпіонату Росії» (9): № 1 (2008, 2009, 2010, 2011/12, 2012/13); № 2 (2005, 2006, 2007); № 3 (2004)
- Визнаний найкориснішим гравцем Росії 2010 року за версією РФС[6].

## Цікаві факти
- У «Зеніті» Анюков виступав під трьома номерами й щоразу його новий номер був утворений поділом від попереднього: спочатку завдяки арифметичному поділу із номера 44 був отриманий 22, а потім завдяки поділу «фізичному» 22 перетворився у 2.
- У 2010 році взяв участь у фотографуванні для реклами одного з фітнес-клубів[7].